# Summer's Moon
Summer's Moon (Summer's Blood) è un film del 2009 diretto da Lee Gordon Demarbre.
Protagonista della pellicola è Ashley Greene.

## Trama
Summer Matthews, un'adolescente molto vivace, scappa di casa e va in cerca di suo padre, che aveva abbandonato lei e sua madre quando era piccola. Ha un unico indizio: una lettera malconcia, con il timbro di una piccola città, Massey. Summer decide di andare in questo posto e appena arriva viene scoperta a rubare in un negozio e viene poi salvata da un uomo molto affascinante, Tom Hoxey. I due vanno subito d'accordo e vanno a casa di Tom, condivisa con la madre Gaia, per una notte di sesso. Questa però sarà il più grande errore che Summer potesse fare.
Summer il mattino dopo cerca di andare via da Tom per tornare a cercare suo padre, ma lui le dice che ha cambiato i suoi programmi. La ragazza si sveglia urlando incatenata in una scatola con del fango. Si guarda intorno e ad un certo punto vede una ragazza di nome Amber incatenata come lei. Tom ha creato un "giardino umano" nella cantina di casa, e Summer è l'ultima aggiunta al gruppo. Non c'è nessun modo di scappare, ma Summer ci prova comunque senza risultati.
La giovane capisce che l'unico modo per scappare da quell'orribile posto è quello di manipolare Tom, e infatti nasce subito un insolito rapporto con lui. Preoccupato per il ritorno del proprio padre Gant, un uomo che ama molto le donne, Tom inizia a nutrire sospetti nei confronti del padre di Amber Darwin che minaccia di mostrare tutto ciò che ha costruito Tom.
Summer e Tom sono più legati di quanto immaginano: sono fratelli. Quando Gant arriva a casa scopre che Summer è sua figlia, ma questo momento tanto atteso da lei diventa terribile, poiché Gant, invece di godere della presenza di sua figlia, decide di godersi il suo giovane corpo. Gant allora porta Summer in un luogo appartato dove ha intenzione di consumare un rapporto con la giovane figlia. Ma Summer riuscirà a scappare e ad ucciderlo.